# إيليا كافاشا
إيليا أوليهوفيتش كافاشا (الأوكرانية:Ілля Олегович Кваша، من مواليد 5 مارس 1988) لاعب غطس أوكراني تنافس مع أوليكسي بريهوروف، فاز بالميدالية البرونزية في متزامن 3 أمتار مختلط في دورة الألعاب الأولمبية الصيفية 2008 في بكين. كافاشا هو أيضا بطل أوروبي مختلط وفردي ومتزامن.

## روابط خارجية
- إيليا كافاشا على موقع الاتحاد الدولي للسباحة (الإنجليزية)
- إيليا كافاشا على موقع قاعدة بيانات الغوص IAT (الألمانية)
- إيليا كافاشا على موقع اللجنة الأولمبية الدولية (الإنجليزية)
- إيليا كافاشا على موقع أوليمبيديا (الإنجليزية)

- Illya Kvasha's profile at ESPN Sports
- Beijing 2008 Profile